# Артур Кронфелд
Артур Кронфелд (на немски: Arthur Kronfeld) е немски психиатър от еврейски произход.

## Биография
Роден е на 9 януари 1886 година в Берлин, Германия. Завършва в Хайделбергския университет, а по-късно е професор в Хумболтовия университет на Берлин и в Изследователски институт за психиатрия в Москва. Автор е на много книги в областта на клиничните синдроми и шизофрении. Първи приема за лечение инсулинов шок.
Умира на 16 октомври 1941 година в Москва, Русия, на 55-годишна възраст.

## Книги
- 1906 Sexualität und ästhetisches Empfinden in ihrem genetischen Zusammenhang – Eine Studie. (Sexuality and aesthetic feeling in their genetic connection. A study.) Singer, Strasbourg and Leipzig
- 1912 Over the psychological theories Freuds and used opinions – systematics and critical discussion. Engelman, Leipzig (extra pressure; Transl.: Moscow 1913)
- 1920 The nature of the psychiatric realization. Contributions to General Psychiatry. Springer, Berlin
- 1924 Hypnose and Suggestion. Ullstein, Berlin (row: Ways to the knowledge Nr.11; Transl.: Leningrad 1925, Moscow 1927; Prague 1931; Tallinn 1991)
- 1924 Psychotherapy – Characterology, Psychoanalysis, Hypnose, Psychagogik. Springer, Berlin (2. verb. u. erw. Edition 1925)
- 1927 The psychology in the psychiatry – an introduction to the psychological realization ways within the psychiatry and their position for clinical-pathological research. Springer, Berlin (Habilitationsschrift; engl. Over. 1936);
- 1930 Perspectives of the soul medicine. Thieme, Leipzig
- 1932 Text book the character customer. Springer, Berlin
- 1932 with S. Wronsky and R. More purely: Social therapy and Psychotherapie in the methods of the welfare service. Heymann, Berlin
- 1941 Degenerati u wlasti degenerated at power, Moscow, Krasnojarsk, Magadan 1942, repr. Moscow 1993; m.D.T. Krowawaja schajka degeneratow the bloody gang of the degenerated ones also Swerdlowsk 1942.